# Brifacia metastellaris
Brifacia metastellaris är en ringmaskart som beskrevs av Fitzhugh 1998. Brifacia metastellaris ingår i släktet Brifacia och familjen Sabellidae. Inga underarter finns listade i Catalogue of Life.